# Badis kanabos
Badis kanabos — тропічний прісноводний вид риб з родини бадієвих (Badidae). Походить з басейну річки Брахмапутра, був виявлений в річках Бхоролі (англ. Bhoroli River), Дженалі (англ. Janali River) і Сукаджан (англ. Sukajan River) і в окрузі Кокраджхар (Kokrajhar) на заході індійського штату Ассам. Зустрічається й у гірських потоках з піщаним і гравійним дном.

## Опис
Максимальна стандартна (без хвостового плавця) довжина самців становить 3,4 см, самок — 2,4 см. Висота тіла складає 29,9-35,4 % стандартної довжини.
Спинний плавець має 15-17 твердих і 8-10 м'яких променів, анальний 6-8 м'яких. Хребців: 26-28.
Badis kanabos має помітну темну пляму над грудним плавцем. Ще одна темна пляма знаходиться в передній частині спинного плавця. На боках багато темних поперечних смужок, на череві вони вужчають. Темна пляма є також на корені хвостового плавця.

## Утримання в акваріумі
Бадіси не є популярними акваріумними рибами, але мають цікаву поведінку. Іноді в акваріумах тримають і Badis kanabos.
Для їх утримання використовують нейтральну або трохи кислувату воду середньої твердості з температурою в межах 20-26 °C. Badis kanabos не витримує забруднення води азотом.
Самці бадісів у стосунках між собою можуть бути дуже агресивними. Тому цих риб тримають парами або одного самця з декількома самками. Риби повільні й боязкі, тому краще тримати їх окремо від інших видів риб. Харчуються дрібними водними ракоподібними, черв'яками, личинками комах та іншим зоопланктоном. Від сухого корму часто відмовляються, особливо це стосується риб, виловлених у природі. Це може викликати певні проблеми з годівлею риб.
В акваріумі мають бути печери. Вони служать рибам схованками, а також потенційним місцем для нересту.